# Change (banda)
Change es una banda musical ítalo-estadounidense de estilo post-disco que fue formada en 1979 en Bolonia, Italia, por el empresario y productor ejecutivo Jacques Fred Petrus (1948-1987) y Mauro Malavasi (n. 1957). Fueron fuertemente influenciados por la banda de música disco Chic. La encarnación actual del grupo se formó en 2018.

## Carrera profesional

### Concepto
Change se formó inicialmente a principios de 1979 como una banda de estudio con un elenco rotatorio de músicos, liderado por el empresario y productor ejecutivo Jacques Fred Petrus, con la mayoría de la composición y producción de canciones a cargo de Mauro Malavasi y Davide Romani.
La doble identidad italiana y estadounidense de la banda fue el resultado de un sistema de producción en el que la música, excepto las voces, fue escrita y grabada por colaboradores italianos en estudios como Fonoprint Studios, Bolonia, Italia. Las pistas de acompañamiento se llevaron luego a los EE. UU., Donde los artistas estadounidenses agregaron las voces, antes de mezclarlas en versiones finalizadas en estudios importantes como Power Station en la ciudad de Nueva York.

### Éxito (1980-1982)
El álbum debut de la banda, The Glow of Love, fue lanzado por el sello de Ray Caviano, Warner / RFC Records en 1980. Estaba compuesto por un pequeño equipo de escritores formado por Romani, Malavasi, Paolo Gianolio (guitarrista principal), Tanyayette Willoughby, Paul Slade y Wayne Garfield. El primer sencillo A Lover's Holiday, el cual vendió millones de copias, incluía los estilos ad lib de Zachary Sanders, conocido entonces por su trabajo en Schoolhouse Rock. Los siguientes éxitos del álbum, Searching y la canción principal, The Glow of Love, cuentan con la voz principal de Luther Vandross, quien aún no era tan famosa. Las tres canciones figuran en el registro de todos los tiempos, por pasar nueve semanas en la posición #1 en la Club Play Singles chart, de Billboard. Ello hizo el disco el n.º 1 en la Disco recording of the year ('Grabación del año') y strong seller en los EE. UU. También hizo lo propio en el Pop Top 40 de ese verano. El éxito de Searching y The Glow of Love dio a conocer la voz de Luther, que la condujo a una exitosa carrera en solitario poco después.
Cuando Change debutó con el álbum The Glow of Love, fue muy comparado a otro grupo similar, Chic. Ambos, no solo eran compañeros de sello en Atlantic Records, sino que incluso compartían los coros.
El siguiente álbum, Miracles, fue lanzado en 1981. Fue creado por la misma colección de escritores y productores que había trabajado en el álbum debut. Debido a diferencias contractuales, Vandross se negó a cantar la voz principal en cualquiera de las pistas del álbum y solo apareció en los coros de canciones seleccionadas. Después de Miracles, Vandross continuó proporcionando coros para el grupo hasta 1981, cuando dejó Change para seguir su carrera en solitario. Petrus y Malavasi contrataron a James 'Crab' Robinson para reemplazar a Vandross, debido a su capacidad para actuar con un estilo vocal similar. Robinson compartió voz con Diva Gray para el álbum.
Miracles fue lanzado con un nivel de éxito similar al del debut, aunque no logró producir un éxito de crossover convencional como A Lover's Holiday. Los tres sencillos del álbum, Paradise, <i>Hold Tight</i> y <i>Heaven of My Life</i> alcanzaron el número uno en la lista Club Play Singles de Billboard en 1981.
El álbum de Change de 1982, Sharing Your Love, alejó a la banda de la música disco y de club y la introdujo en géneros como el R&B y el Funk. El sencillo principal, The Very Best in You, fue uno de los ejemplos más destacados de la versión del grupo del R&B. El álbum también marcó un nuevo proceso en la escritura de los álbumes de la banda. El equipo detrás de los primeros álbumes contribuyó menos, en cambio, se grabó una amplia gama de canciones de otros escritores. Si bien es cierto que el álbum tuvo una menor salida comercial que los álbumes anteriores, el álbum se vendió bien y el sencillo The Very Best In You fue popular.

### Años posteriores (1983-1985)
Durante la grabación y gira de su cuarto álbum, This Is Your Time (1983), la formación relativamente estable de artistas, escritores y productores de Change, así como su éxito comercial, flaquearon. El álbum no logró registrar un gran éxito, y la canción principal fracasó en comparación con los sencillos principales anteriores. Después del lanzamiento del álbum, Rick Brennan ocupó el lugar de Robinson, quien se fue para seguir una carrera en solitario, mientras que los productores Davide Romani y Mauro Malavasi partieron hacia otros proyectos.
Al mismo tiempo de estas importantes salidas, Change se vio reforzada por las contribuciones del bajista y compositor Timmy Allen y la vocalista que regresaba Deborah Cooper ahora promovida a líder, quienes permanecieron en la banda hasta su desaparición. Después de Change, Cooper trabajó con C+C Music Factory en la década de 1990.
El fracaso del álbum de 1983 dejó en peligro el futuro de Change. Petrus contrató sabiamente a los miembros de The Time recientemente despedidos, Jimmy Jam y Terry Lewis, para escribir y producir lo que se convertiría en Change of Heart en 1984.
Al álbum le fue bien internacionalmente, devolviendo al grupo a las listas de éxitos en Europa y Estados Unidos. La canción principal se convirtió en el primer éxito entre los diez primeros R&B de Change en tres años. A diferencia de los álbumes anteriores de Change que tenían una gran cantidad de compositores, Change of Heart fue escrito por solo tres escritores, cuatro pistas fueron de la asociación de Jimmy Jam y Terry Lewis, mientras que las cuatro restantes fueron obra de Timmy Allen.
Sin embargo, Petrus le dio a Allen la oportunidad de escribir y producir la mayor parte de lo que se convirtió en el último álbum de Change en 1985, Turn on Your Radio. Este álbum tenía poco del pulido sonido dance y R&B que el grupo siempre había enfatizado, y fue menos exitoso incluso que This Is Your Time, aunque Europa se mantuvo receptiva al grupo. El último éxito estadounidense de la banda, Let's Go Together, fue notable, ya que fue coescrito por Petrus con los colaboradores que regresaron, Davide Romani y Paul Slade.

### Desintegración
Turn on Your Radio fue el punto bajo comercial de la banda, pero no había sido pensado como lanzamiento final. El fin formal de la agrupación musical se produjo tras la muerte de Petrus en 1987.
Si bien el Change original desapareció después de la muerte de Petrus, Davide Romani, Mike Francis, alias Francesco Puccioni (1961-2009) y Patrick Boothe intentaron revivir el proyecto en 1990. Este nuevo proyecto de Change estaba planeado para su lanzamiento en BMG North America bajo el nombre de X-Change en 1992, pero debido a la falta de dinero, el álbum quedó inédito.
La disponibilidad de grabaciones para X-Change se resolvió en 2009 después de que Romani cerró un trato con el sello italiano Fonte Records para lanzar el álbum más tarde ese mismo año como Change Your Mind, fue producido por Romani y Puccioni, escrito por ambos y Boothe, siendo este último el vocalista principal. En 2001, la cantante estadounidense de R&B / pop Janet Jackson presentó una muestra de The Glow of Love de Change en su sencillo #1 All for You.
En 2018, Change regresó con los miembros originales Davide Romani y Mauro Malavasi, y la nueva vocalista Tanya Michelle Smith. El acto reformado también lanzó su primer sencillo y video, Hit or Miss, en junio de 2018, que es la canción principal de Love 4 Love, un conjunto de nueve canciones programado para su lanzamiento en septiembre de 2018.

## Composición
Change se componía por músicos de sesión y un grupo central de integrantes dirigido por Jacques Fred Petrus y Mauro Malavasi. Después del lanzamiento de The Glow of Love and Miracles, Petrus buscó darle al grupo una imagen más y armar un grupo para promoción y presentaciones en vivo. Esta segunda formación fue relativamente estable y contribuyó a los cuatro álbumes posteriores del grupo. Desde su último álbum, ha habido giras y espectáculos con un número variable de músicos y cantantes que llevan el nombre de Change.
Primera formación (1980 y 1981)
- Luther Vandross - Voz principal, coros.[4]
- Jocelyn Shaw - Voz principal.
- Krystal Davis - Dúo con Yvonne Lewis en "The Glow of Love" y coros en el álbum 1st Change.
- Yvonne Lewis - Voz grupal en "The Glow of Love".
- Dennis Collins - Voz grupal en "The Glow of Love", "Miracles" y "Sharing Your Love".
- Zachary Saunders - Vocalista masculino destacado en "The Glow of Love". Voces grupales en "A Lover's Holiday".
- Diva Gray - Voz principal
- James (Crab) Robinson - Voz principal (1981)
- David Romani - Bajo
- Paolo Gianolo - Guitarra
- Rudy Trevisi - Saxofón (1981)
- Doc Powell - Guitarra
- Larry McRae - Bajo (1981)
- Terry Silverlight - Batería
- Leno Reyes - Batería
- Onaje Allan Gumbs - Teclados
- Andy Schwartz - Teclados
- Nathaniel S. Hardy, Jr. - Teclados
- Maurizio Biancani - Sintetizador

Segunda alineación (1982 a 1985)
- Deborah Cooper - Voz principal[4]
- James (Crab) Robinson - Voz principal (1982-1983)
- Rick Brennan - Voz principal, percusión (1983–85)
- Timmy Allen: bajo, teclados, sintetizador, coros.
- Vincent Henry - Guitarra, saxofón
- Michael Campbell - Guitarra
- Jeff Bova - Teclados
- Rob Aries - Piano y sintetizador
- Toby Johnson - Batería (1983-1984)
- Rudy Trevisi - Saxofón (1983)
- Bernard Davis - Batería (1983)
- Carole Sylvan - Coros (1982-1983).
- John Adams - Director musical, teclados (1982-1983).
- Mary Seymour - Coros (1982-1983).

## Discografía
La discografía de Change incluye ocho álbumes de estudio, nueve compilaciones y veinticinco singles.

### Álbumes
| Año  | Álbum                                                   | Posición pico | Posición pico | Posición pico | Posición pico | Posición pico | Certificaciones |
| Año  | Álbum                                                   | EEUU          | EEUU R&B      | ITA           | NLD           | UK            | Certificaciones |
| ---- | ------------------------------------------------------- | ------------- | ------------- | ------------- | ------------- | ------------- | --------------- |
| 1980 | The Glow of Love - Sello: Warner Records                | 29            | 10            | 22            | —             | —             | - EEUU: Oro     |
| 1981 | Miracles - Sello: Atlantic Records, WEA                 | 46            | 9             | —             | —             | —             |                 |
| 1982 | Sharing Your Love - Sello: Atlantic, WEA                | 66            | 14            | —             | —             | —             |                 |
| 1983 | This Is Your Time - Sello: Atlantic, WEA                | 161           | 34            | —             | —             | —             |                 |
| 1984 | Change of Heart - Sello: Atlantic, WEA                  | 102           | 15            | —             | 24            | 34            |                 |
| 1985 | Turn on Your Radio - Sello: Atlantic, Cooltempo Records | 208           | 64            | —             | —             | 39            |                 |
| 2010 | Change Your Mind - Sello: Fonte Records                 | —             | —             | —             | —             | —             |                 |
| 2018 | Love 4 Love - Sello: ODC Records                        | —             | —             | —             | —             | —             |                 |

### Álbumes recopilatorios
- Greatest Hits (1985, Renaissance International)
- The Artists Volume 2 (1985, Street Sounds) (con Luther Vandross, Teddy Pendergrass y Atlantic Starr ) Reino Unido # 45[12]
- Collection (1989, Friends Records)
- Best of Change (1993, Flarenasch)
- The Very Best of Change (1998, Rhino )
- The Best of Change (2xCD, 2003, One Trybal)
- Album Collection (5xCD, 2006, Fonte Records)
- The Final Collection (2xCD, 2007, Fonte Records)
- Greatest Hits & Essential Tracks (2xCD, 2009, Smith & Co)

### Sencillos
| Año  | Sencillo                                     | Posición pico | Posición pico | Posición pico | Posición pico | Posición pico | Posición pico | Posición pico | Posición pico | Álbum              |
| Año  | Sencillo                                     | US            | US R&B        | US Dance      | IRL           | ITA           | NLD           | NZ            | UK            | Álbum              |
| ---- | -------------------------------------------- | ------------- | ------------- | ------------- | ------------- | ------------- | ------------- | ------------- | ------------- | ------------------ |
| 1980 | "A Lover's Holiday"                          | 40            | 4             | 1             | —             | —             | 15            | 24            | 14            | The Glow of Love   |
| 1980 | "The Glow of Love"                           | —             | 49            | 1             | —             | 2             | —             | —             | 14            | The Glow of Love   |
| 1980 | "Searching"                                  | —             | 23            | 1             | 22            | —             | —             | —             | 11            | The Glow of Love   |
| 1981 | "Paradise"                                   | 80            | 7             | 1             | —             | 47            | —             | —             | —             | Miracles           |
| 1981 | "Hold Tight"                                 | 89            | 40            | 1             | —             | —             | —             | —             |               | Miracles           |
| 1981 | "Heaven of My Life"                          | —             | —             | 1             | —             | —             | —             | —             | —             | Miracles           |
| 1981 | "Stop for Love"                              | —             | —             | —             | —             | —             | —             | —             | —             | Miracles           |
| 1981 | "Miracles" (promo)                           | —             | —             | —             | —             | —             | —             | —             | —             | Miracles           |
| 1982 | "The Very Best in You"                       | 84            | 16            | 30            | —             | —             | —             | —             | —             | Sharing Your Love  |
| 1982 | "Hard Times (It's Gonna Be Alright)" (promo) | —             | 71            | —             | —             | —             | —             | —             | —             | Sharing Your Love  |
| 1982 | "Sharing Your Love" (promo)                  | —             | —             | —             | —             | —             | —             | —             | —             | Sharing Your Love  |
| 1982 | "Oh What a Night"                            | —             | —             | —             | —             | —             | —             | —             | —             | Sharing Your Love  |
| 1982 | "Keep on It"                                 | —             | —             | —             | —             | —             | —             | —             | —             | Sharing Your Love  |
| 1983 | "This Is Your Time"                          | —             | 33            | 39            | —             | —             | —             | —             | —             | This Is Your Time  |
| 1983 | "Magical Night"                              | —             | —             | —             | —             | —             | —             | —             | —             | This Is Your Time  |
| 1983 | "Don't Wait Another Night" (promo)           | —             | 89            | —             | —             | —             | —             | —             | —             | This Is Your Time  |
| 1983 | "Got to Get Up" (promo)                      | —             | —             | —             | —             | —             | —             | —             | —             | This Is Your Time  |
| 1984 | "Change of Heart"                            | —             | 7             | 17            | 14            | —             | 17            | —             | 17            | Change of Heart    |
| 1984 | "It Burns Me Up" (promo)                     | —             | 61            | —             | —             | —             | —             | —             | —             | Change of Heart    |
| 1984 | "You Are My Melody"                          | —             | —             | —             | —             | —             | —             | —             | 48            | Change of Heart    |
| 1984 | "Say You Love Me Again"                      | —             | —             | —             | —             | —             | —             | —             | 94            | Change of Heart    |
| 1985 | "Let's Go Together"                          | 97            | 56            | 33            | —             | —             | 42            | —             | 37            | Turn on Your Radio |
| 1985 | "Examination"                                | —             | —             | —             | —             | —             | —             | —             | —             | Turn on Your Radio |
| 1985 | "Oh What a Feeling"                          | —             | —             | —             | —             | —             | —             | —             | 56            | Turn on Your Radio |
| 1985 | "Mutual Attraction"                          | —             | —             | —             | —             | —             | —             | —             | 60            | Turn on Your Radio |